# حافلة ذات طابق واحد

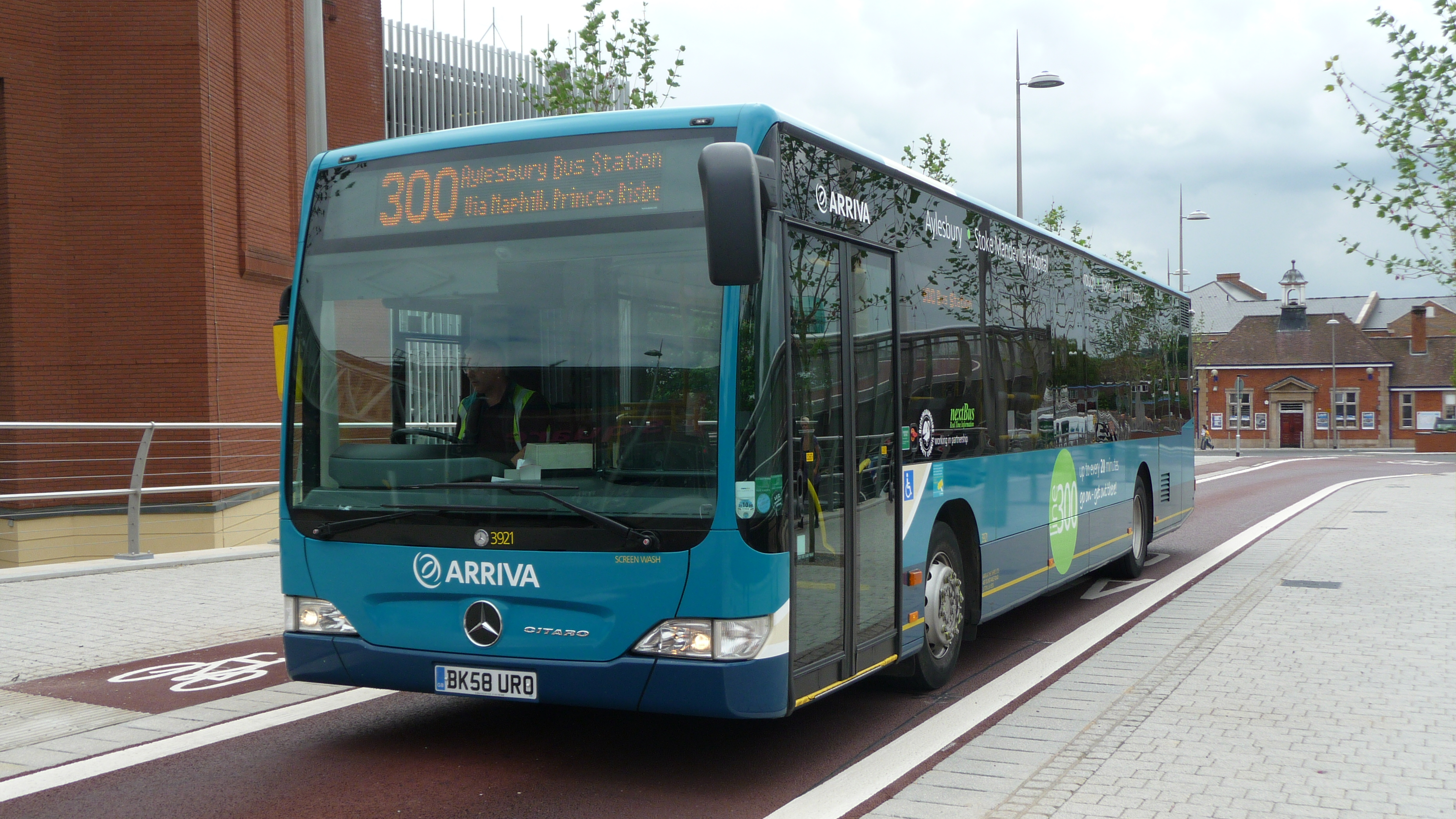
حافلة ذات طابق واحد بأرضية منخفضة من نوع مرسيدس-بنز سيتارو وتشغلها شركة النقل أريفا.

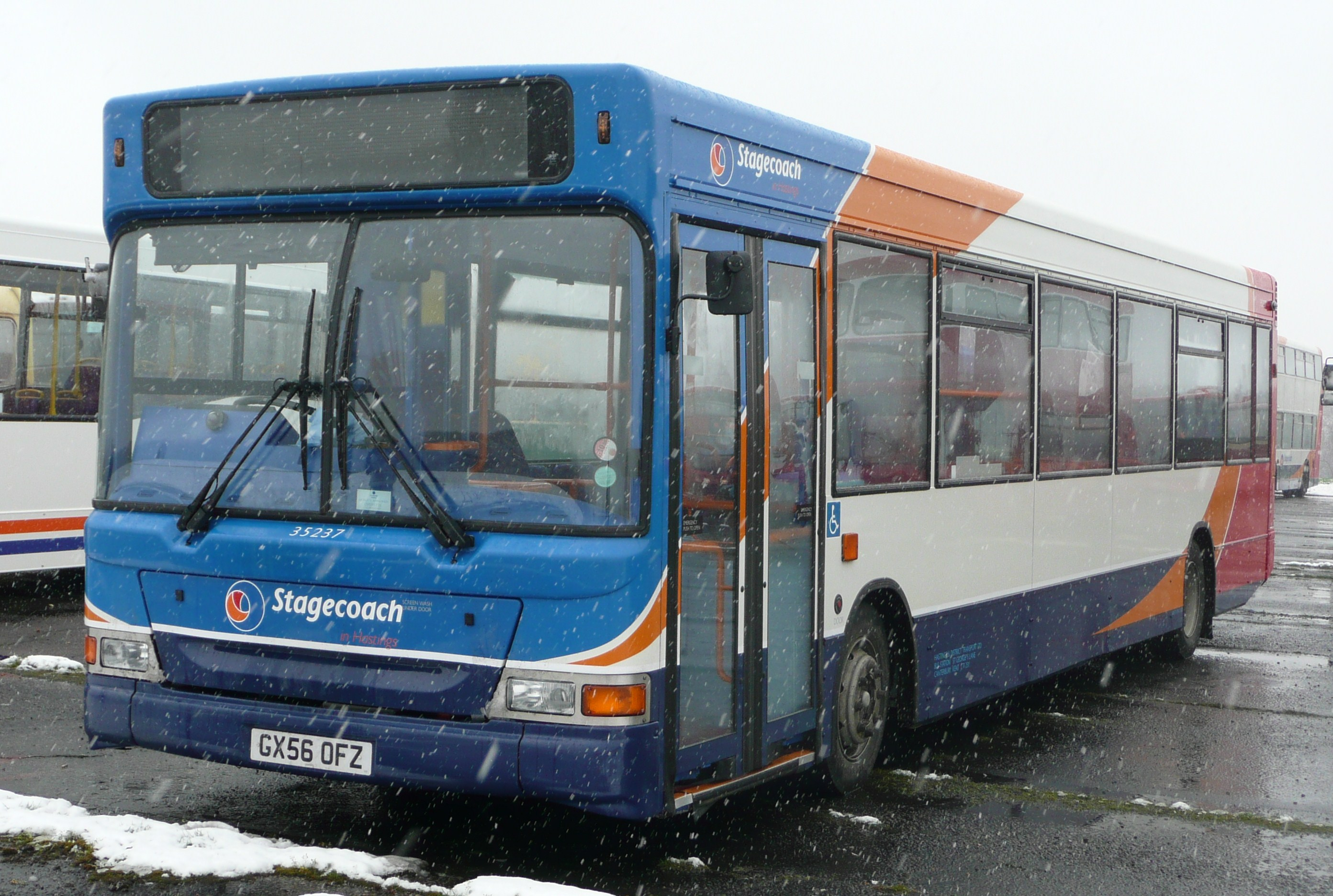
حافلة ذات طابق واحد هيكلها القاعدي من نوع دينيس دارت إس إل إف وهيكلها الخارجي من نوع بلاكستون بوينتر.

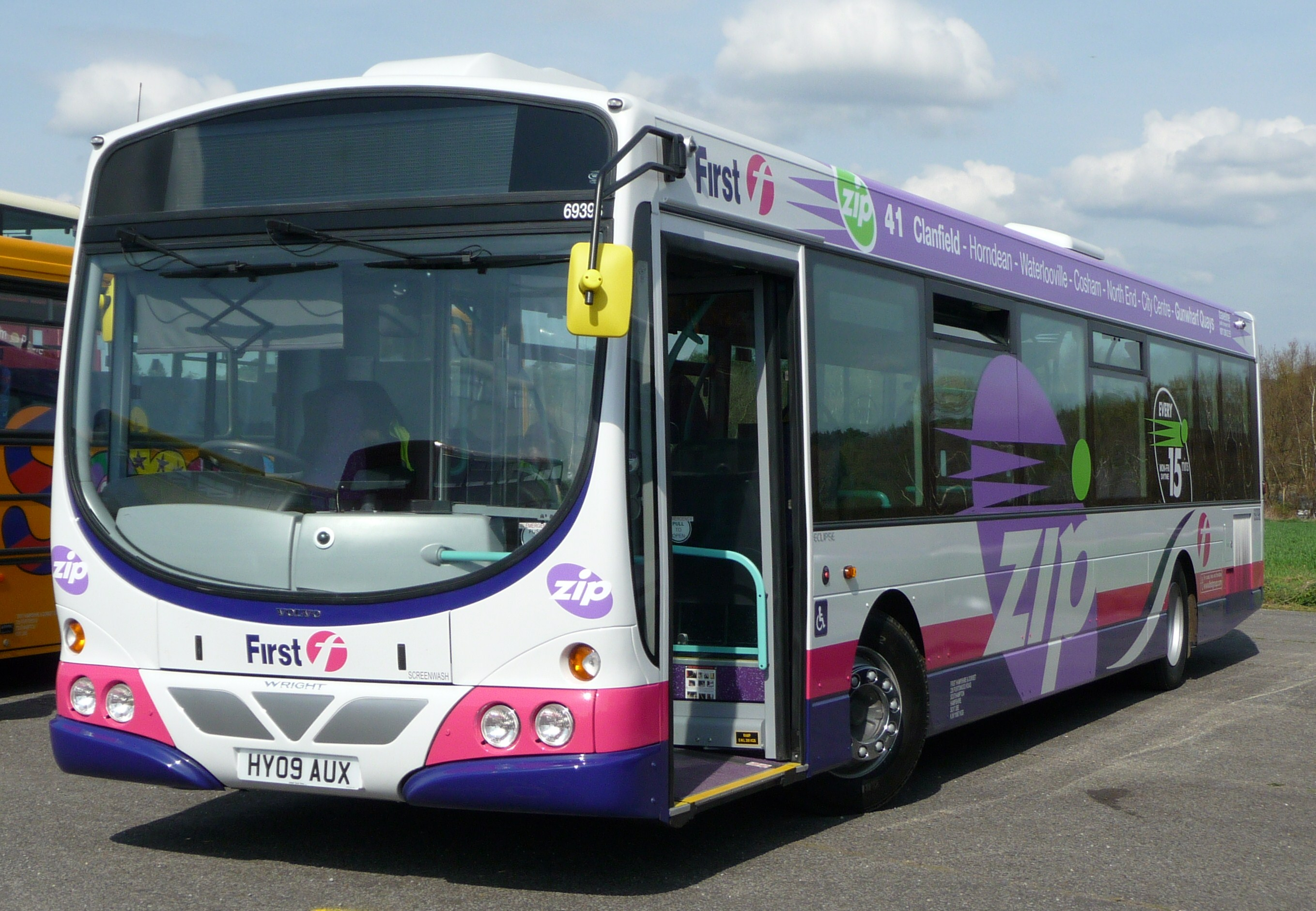
حافلة ذات طابق واحد هيكلها القاعدي من نوع فولفو بي 7 آر إل إي وهيكلها الخارجي من نوع رايت إكلبس أوربان وتشغلها شركة فيرست للنقل فرع هامبشاير ودورست.

الحافلة ذات الطابق الواحد هي حافلة بها طابق واحد للركاب. عادة ما يشير استخدام المصطلح ذات الطابق الواحد إلى الحافلة الثابتة النموذجية ذات المحورين، في تناقض مباشر مع الحافلات ذات الطابقين، والتي بها طابقين للركاب وسلم صعود. قد تحتوي هذه الحافلات على باب واحد أو أكثر، ومواقع مختلفة لمحرك الاحتراق الداخلي.
في المناطق التي لا تكون فيها الحافلات ذات الطابقين شائعة، لا يكون هناك استخدام شائع لمصطلح ذات الطابق الواحد، فجميع الأنواع الرئيسية الأخرى للحافلات في هذه المناطق لها طابق واحد. أيضًا، قد يصبح المصطلح مرادفاً لحافلات النقل الداخلي أو مصطلحات أخرى، والتي يمكن إطلاقها بشكل صحيح على الحافلات ذات الطابقين أيضًا.
باستثناء المناطق التي يكون فيها تشغيل شائع للحافلات ذات الطابقين أو الحافلات المفصلية، وعادة ما تكون مناطق حضرية، يكون الطابق الواحد هو الشكل النموذجي لحافلات النقل العام، وغالباً ما تكون منخفضة الأرضية.
لا تعتبر الحافلات الصغيرة (الميكروباص) عادة من الحافلات ذات الطابق واحد، لأن هياكلها القاعدية هي في الأصل هياكل سيارات النقل (الفان) على الرغم من أن تصاميم الحافلات الصغيرة الحديثة تطمس هذا التمييز. يمكن أن تكون الحافلات المتوسطة (الميديباص) مشمولة مع حافلات الطابق الواحد، وتكون منفصلة عنها في نفس الوقت من حيث طول الحافلات وأوزانها، على الرغم من أن التصميمات الحديثة تشهد مرة أخرى هذا التمييز غير الواضح عن الحافلات ذات الطابق الواحد. بعض تصاميم الحافلات السياحية التي لا يكون لها مساحة لتخزين الأمتعة تحت أرضية الحافلة يمكن أن يطلق عليها أيضاً مصطلح حافلة ذات طابق واحد، كما أن بعضها يشارك الحافلات النموذجية بنفس الهياكل القاعدية، مع هيكل خارجي مختلف، مثل فولفو - بي 10 إم.

## أمثلة على الحافلات ذات الطابق الواحد (باستثناء الحافلات السياحية، الحافلات المتوسطة والحافلات الصغيرة)
- ألكساندر دينيس إنفايرو 300
- ألكساندر دينيس إنفايرو 350 إتش
- دايوو بي سي 212 إم أيه
- دايوو بي إس 105
- دي أيه سي - 112 يو دي إم
- دي أيه إف - إس بي 220
- دينيس فالكون
- دينيس لانس ودينيس لانس إس إل إف
- رينو أقورا أو إيريسباص أقورا
- مان - إن إل 262
- مان - إن إل 3 إف
- مرسيدس-بنز سيتارو
- مرسيدس-بنز أو 305
- مرسيدس-بنز أو 405
- مرسيدس-بنز أو 500 إم وأو 500 يو
- مرسيدس-بنز أو سي 500 إل إي
- مرسيدس-بنز أو إف - أو إتش
- أوبتير إكسيل
- أوبتير تيمبو
- روكار دي سيمون يو 412
- سكانيا سيتي وايد
- سكانيا كي يو بي
- سكانيا إل 113
- سكانيا إل 94 يو بي
- سكانيا إن يو بي
- سكانيا إن 113
- سكانيا إن 94 يو بي
- سكانيا أومني سيتي
- ثاكو تي بي 120 سي تي
- في دي إل - إس بي 200
- في دي إل - إس بي 250
- فولفو بي 7 آر إل إي
- فولفو بي 10 بي
- فولفو بي 10 بي إل إي
- فولفو بي 10 إم
- فولفو بي 12 بي إل إي

## أنظر أيضًا
- ترام
- حافلة سريعة التردد
- شارابون